# Генчо Иванов
Генчо Иванов е българска полицай, старши комисар, бивш директор на Областната дирекция на МВР в Ямбол.

## Биография
Роден е на 4 юни 1961 г. в Ямбол. Завършва педагогика, а по-късно и право. През 1990 г. влиза в системата на МВР в сектора за тежки престъпления. От 2002 до 2012 г. е началник на сектор „Криминална престъпност“ към Областната дирекция на МВР в Ямбол. От 2012 до 2019 г. е началник на областната дирекция. Умира на 9 октомври 2019 г.